# ميخائيل كوتوزوف
ميخائيل إيلاريونوفيتش كوتوزوف (بالروسية: Голенищев-Кутузов, Михаил Илларионович)، من مواليد 16 سبتمبر 1745م، وتوفي يوم 16 أبريل 1813م، وهو قائد عسكري روسي ودبلوماسي سياسي معروف، اشتهر كوتوزوف بالانتصار الحاسم على جيش نابليون العظيم سنة 1812م. أجاد كوتوزوف اللغات الألمانية والفرنسية واللاتينية.

## معرض صور

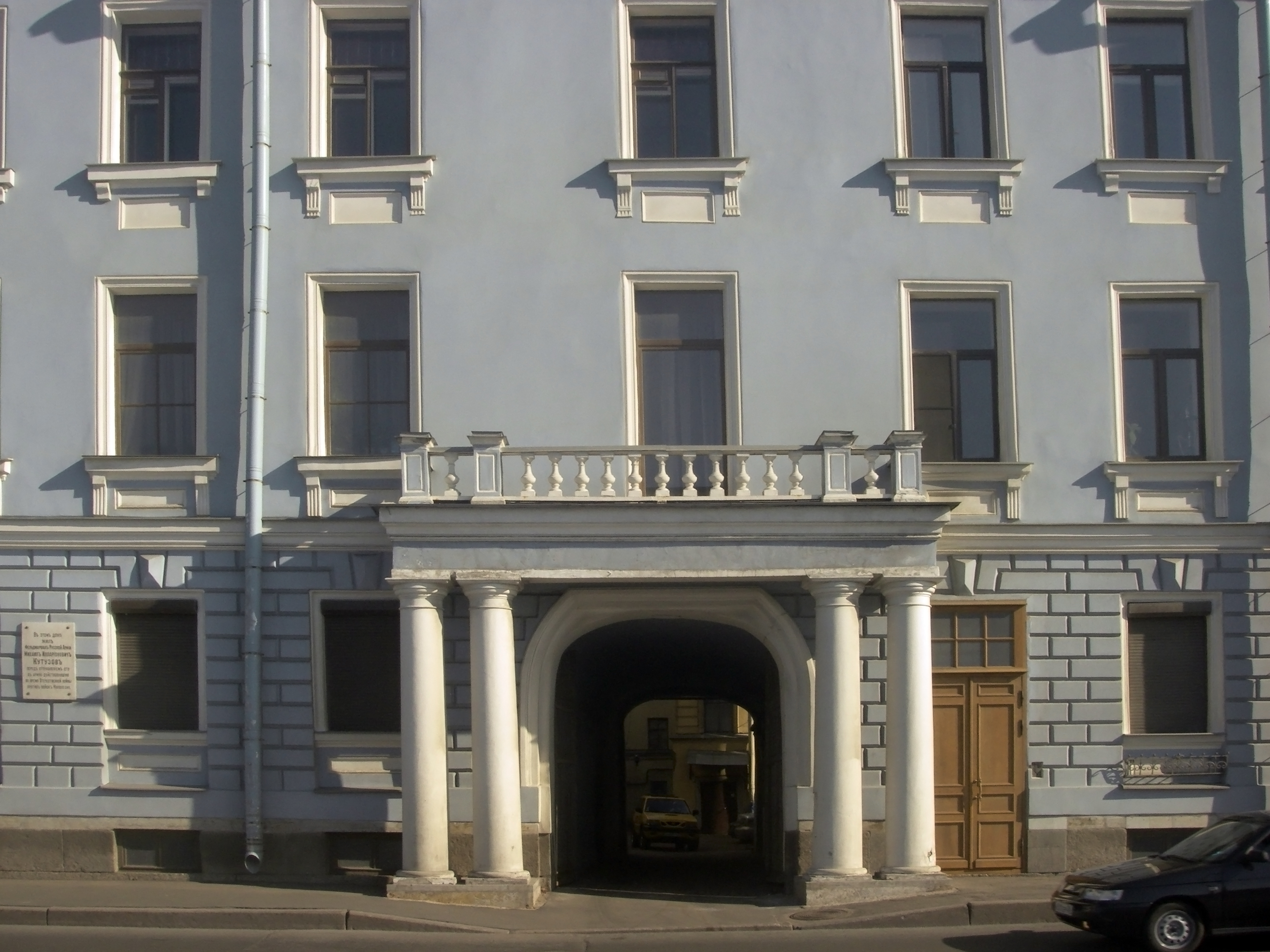
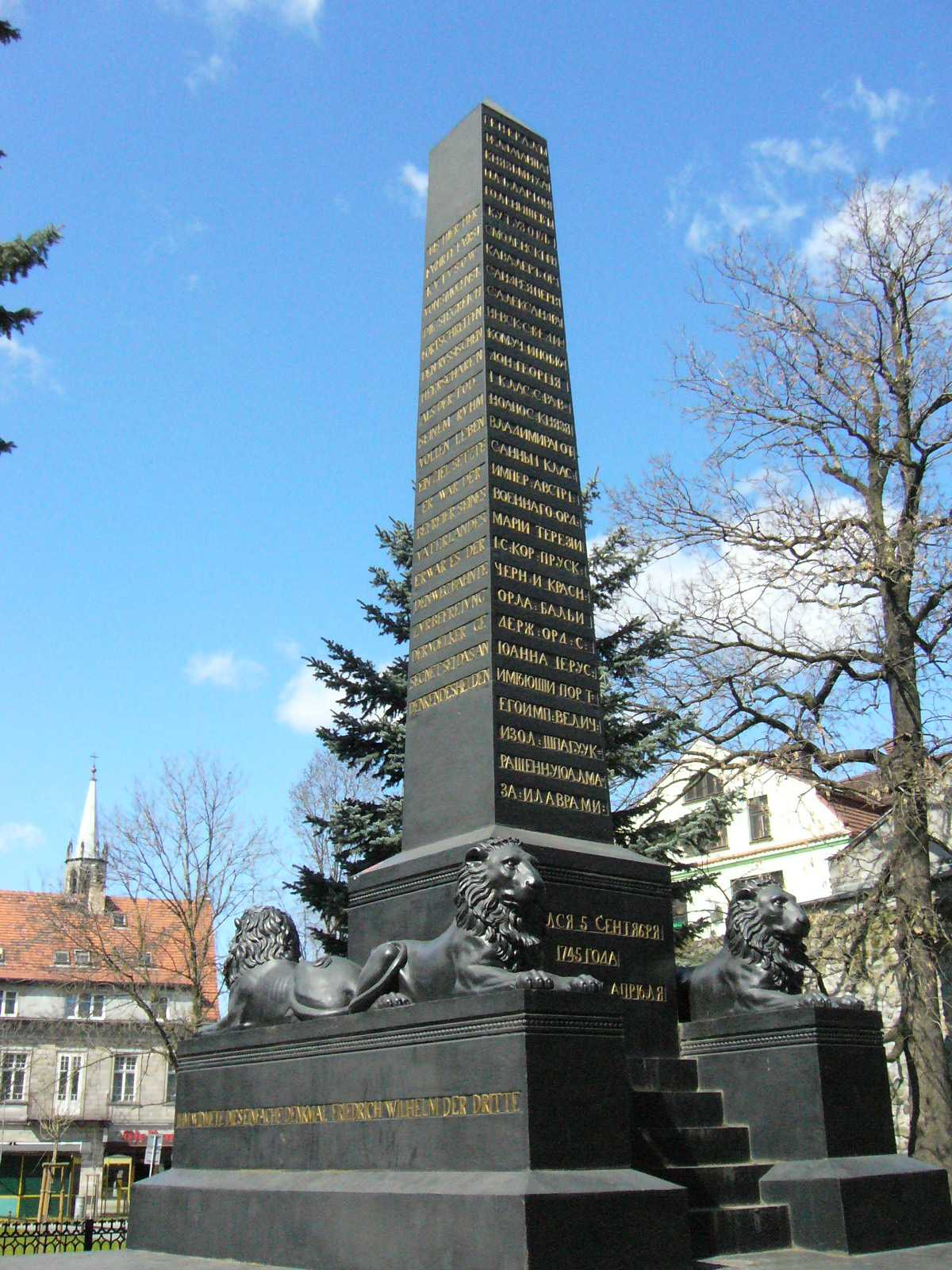
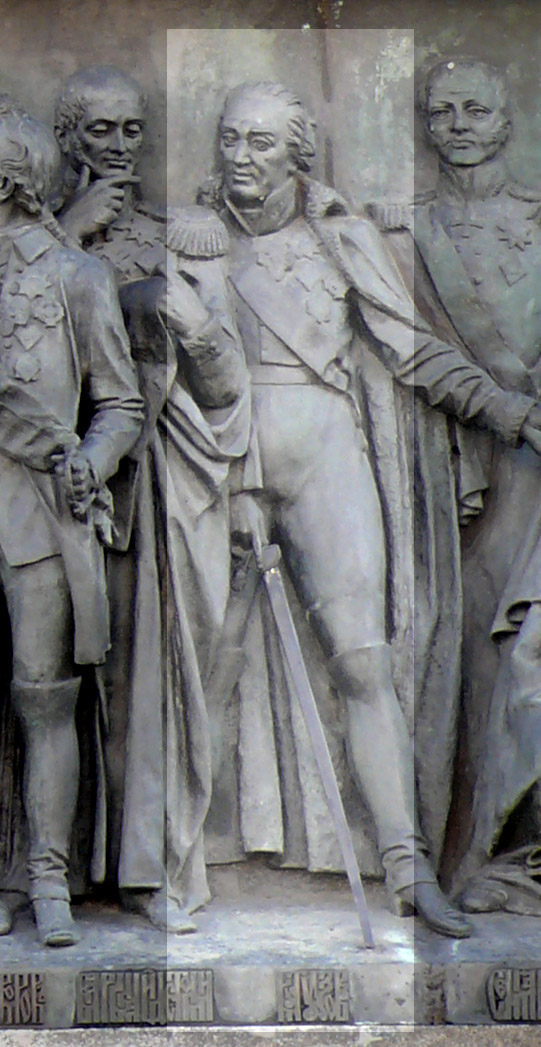
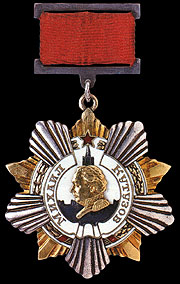
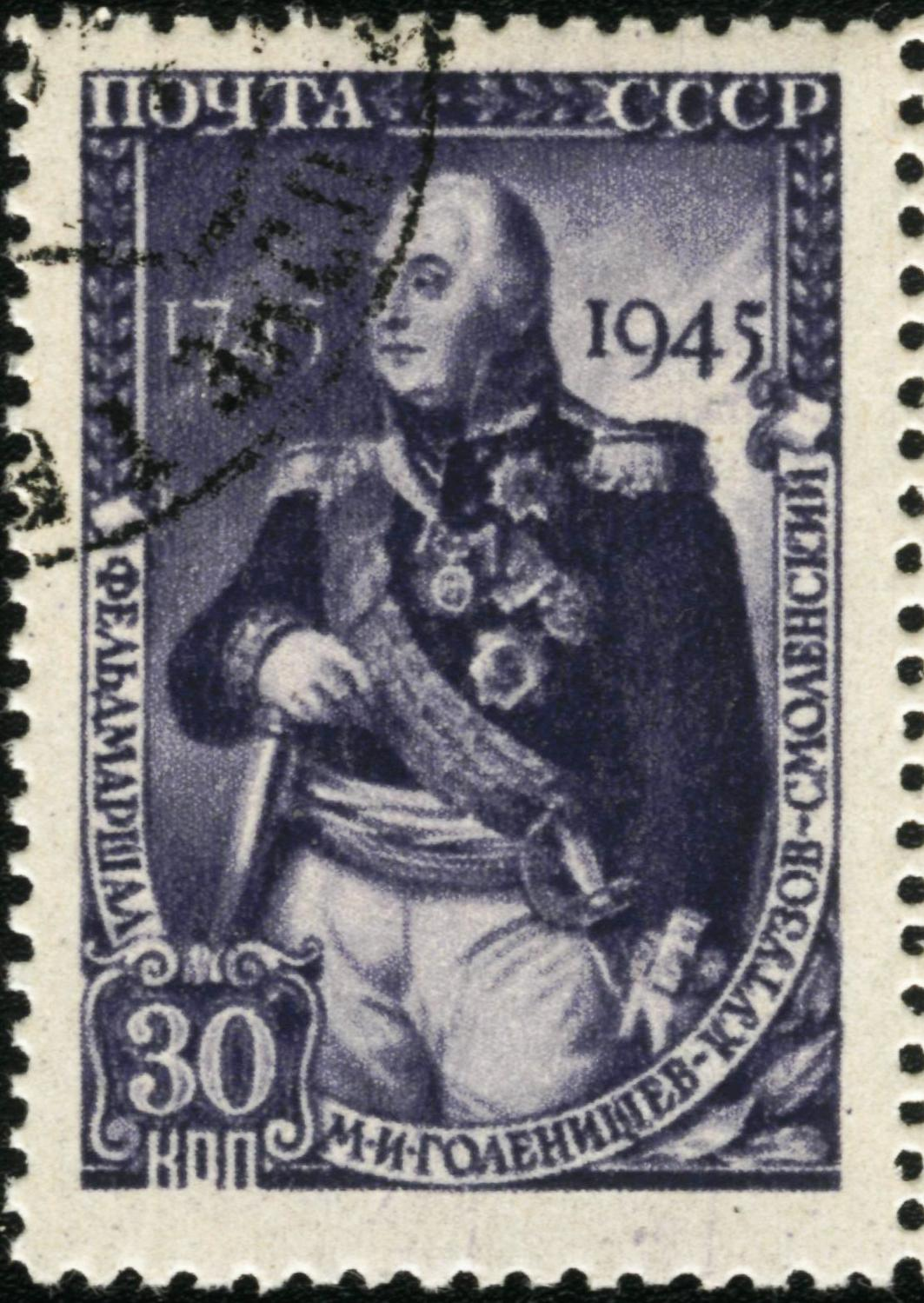
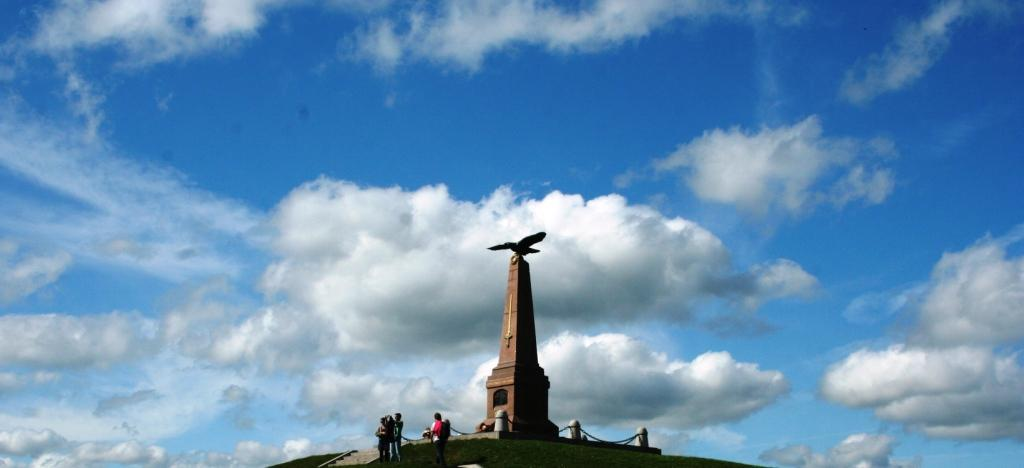